# Montbazon
Montbazon és un municipi francès, situat al departament de l'Indre i Loira i a la regió de Centre – Vall del Loira. L'any 2007 tenia 3.936 habitants.

## Demografia

### Població
El 2007 la població de fet de Montbazon era de 3.936 persones. Hi havia 1.552 famílies, de les quals 348 eren unipersonals (180 homes vivint sols i 168 dones vivint soles), 540 parelles sense fills, 552 parelles amb fills i 112 famílies monoparentals amb fills.
La població ha evolucionat segons el següent gràfic:
Habitants censats

### Habitatges
El 2007 hi havia 1.724 habitatges, 1.560 eren l'habitatge principal de la família, 37 eren segones residències i 127 estaven desocupats. 1.486 eren cases i 224 eren apartaments. Dels 1.560 habitatges principals, 1.149 estaven ocupats pels seus propietaris, 377 estaven llogats i ocupats pels llogaters i 34 estaven cedits a títol gratuït; 14 tenien una cambra, 91 en tenien dues, 219 en tenien tres, 425 en tenien quatre i 811 en tenien cinc o més. 1.156 habitatges disposaven pel capbaix d'una plaça de pàrquing. A 611 habitatges hi havia un automòbil i a 818 n'hi havia dos o més.

### Piràmide de població
La piràmide de població per edats i sexe el 2009 era:
| Homes | Edats   | Dones |
| ----- | ------- | ----- |
| 8     | 95 o +  | 12    |
| 4     | 90 a 94 | 4     |
| 12    | 85 a 89 | 40    |
| 16    | 80 a 84 | 40    |
| 52    | 75 a 79 | 92    |
| 60    | 70 a 74 | 72    |
| 48    | 65 a 69 | 56    |
| 108   | 60 a 64 | 80    |
| 112   | 55 a 59 | 108   |
| 136   | 50 a 54 | 132   |
| 132   | 45 a 49 | 148   |
| 108   | 40 a 44 | 120   |
| 112   | 35 a 39 | 140   |
| 116   | 30 a 34 | 96    |
| 80    | 25 a 29 | 96    |
| 120   | 20 a 24 | 80    |
| 108   | 15 a 19 | 132   |
| 80    | 10 a 14 | 92    |
| 144   | 5 a 9   | 80    |
| 120   | 0 a 4   | 76    |

## Economia
El 2007 la població en edat de treballar era de 2.432 persones, 1.806 eren actives i 626 eren inactives. De les 1.806 persones actives 1.683 estaven ocupades (877 homes i 806 dones) i 123 estaven aturades (58 homes i 65 dones). De les 626 persones inactives 249 estaven jubilades, 225 estaven estudiant i 152 estaven classificades com a «altres inactius».

### Ingressos
El 2009 a Montbazon hi havia 1.587 unitats fiscals que integraven 4.035,5 persones, la mediana anual d'ingressos fiscals per persona era de 20.570 €.

### Activitats econòmiques
Dels 181 establiments que hi havia el 2007, 5 eren d'empreses extractives, 6 d'empreses alimentàries, 1 d'una empresa de fabricació de material elèctric, 8 d'empreses de fabricació d'altres productes industrials, 16 d'empreses de construcció, 37 d'empreses de comerç i reparació d'automòbils, 8 d'empreses de transport, 11 d'empreses d'hostatgeria i restauració, 3 d'empreses d'informació i comunicació, 13 d'empreses financeres, 14 d'empreses immobiliàries, 23 d'empreses de serveis, 23 d'entitats de l'administració pública i 13 d'empreses classificades com a «altres activitats de serveis».
Dels 48 establiments de servei als particulars que hi havia el 2009, 1 era una oficina d'administració d'Hisenda pública, 1 gendarmeria, 1 oficina de correu, 4 oficines bancàries, 4 tallers de reparació d'automòbils i de material agrícola, 1 autoescola, 6 guixaires pintors, 4 fusteries, 2 lampisteries, 3 electricistes, 4 perruqueries, 4 veterinaris, 5 restaurants, 6 agències immobiliàries i 2 salons de bellesa.
Dels 11 establiments comercials que hi havia el 2009, 1 era una botiga de més de 120 m², 2 fleques, 2 carnisseries, 1 una peixateria, 2 botigues de roba, 1 una botiga de material de revestiment de parets i terra i 2 floristeries.

## Equipaments sanitaris i escolars
L'únic equipament sanitari que hi havia el 2009 era una farmàcia.
El 2009 hi havia 1 escola maternal i 1 escola elemental. Montbazon disposava d'un col·legi d'educació secundària amb 541 alumnes.

## Poblacions més properes
El següent diagrama mostra les poblacions més properes.